# Anoplophora chiangi
Anoplophora chiangi es una especie de escarabajo longicornio del género Anoplophora, subfamilia Lamiinae. Fue descrita científicamente por Hua & Zhang en 1991.
Se distribuye por China. Mide 25,5-30 milímetros de longitud. El período de vuelo de esta especie ocurre en los meses de junio, julio y agosto.